# Fréquence intermédiaire
Pour les articles homonymes, voir fréquence (homonymie).

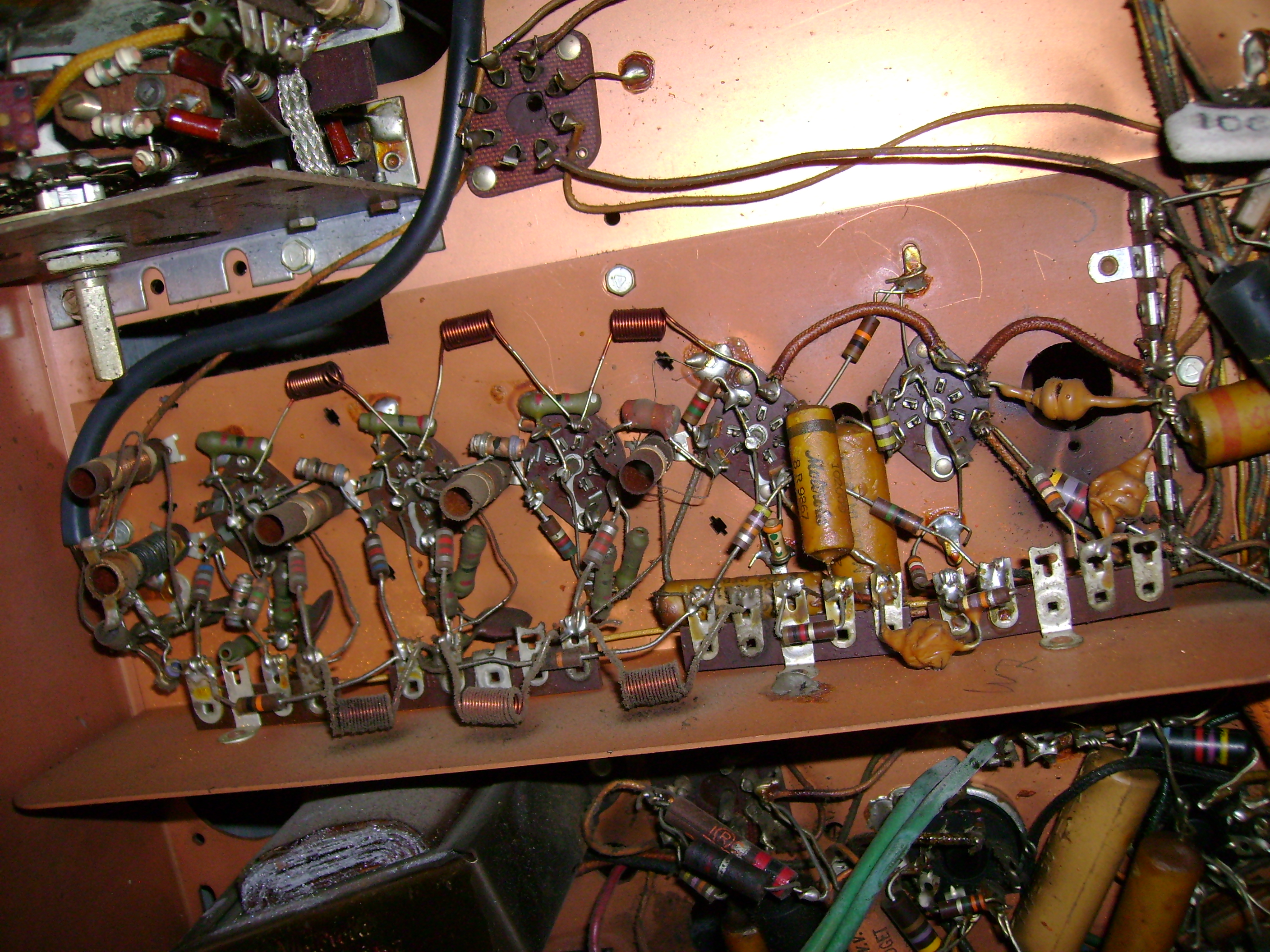
L'étage FI d'un téléviseur Motorola 19K1 (ca. 1949).

En radiocommunications et en ingénierie électronique, une fréquence intermédiaire (FI) est une fréquence à laquelle une onde porteuse est décalée (on dit aussi transposée) comme étape intermédiaire dans la transmission ou la réception. La fréquence intermédiaire est créée en mélangeant le signal porteur avec le signal d'un oscillateur local dans un processus appelé hétérodyne, ce qui donne un signal à la différence ou fréquence de battement. Les fréquences intermédiaires sont utilisées dans les récepteurs radio superhétérodynes, dans lesquels un signal entrant est décalé vers une fréquence intermédiaire pour amplification avant que la détection finale ne soit effectuée.
La transposition à une fréquence intermédiaire est utile pour plusieurs raisons. Lorsque plusieurs étages de filtres sont utilisés, ils peuvent tous être réglés sur une fréquence fixe, ce qui facilite leur construction et leur réglage. Les transistors à basse fréquence ont généralement des gains plus élevés, ce qui réduit le nombre d'étages nécessaires. Il est plus facile de fabriquer des filtres très sélectifs à des fréquences fixes plus basses.
Il peut y avoir plusieurs étages de fréquence intermédiaire dans un récepteur superhétérodyne ; deux ou trois étages sont appelés respectivement superhétérodyne à double transposition (ou à dual conversion) ou superhétérodyne à triple transposition.

## Justification
Les fréquences intermédiaires sont utilisées pour trois raisons générales,. À des fréquences très élevées (gigahertz), les circuits de traitement des signaux sont peu performants. Les dispositifs actifs tels que les transistors ne peuvent pas fournir beaucoup d'amplification (gain). Les circuits ordinaires utilisant des condensateurs et des inductances doivent être remplacés par des techniques haute fréquence complexes ou encombrantes telles que la technologie stripline (en) et les guides d'onde. Un signal haute fréquence est donc converti en une fréquence intermédiaire plus basse pour un traitement plus pratique. Par exemple, dans les antennes paraboliques, le signal de liaison descendante micro-ondes reçu par l'antenne est converti à une fréquence intermédiaire beaucoup plus basse au niveau de l'antenne, de sorte qu'un câble coaxial relativement peu coûteux puisse transporter le signal jusqu'au récepteur situé à l'intérieur du bâtiment. L'acheminement du signal à la fréquence micro-ondes d'origine nécessiterait un guide d'onde coûteux.
Dans les récepteurs qui peuvent être réglés sur différentes fréquences, une deuxième raison est de convertir les différentes fréquences des stations en une fréquence commune pour le traitement. Il est difficile de construire des amplificateurs, des filtres électroniques et des détecteurs à plusieurs étages dont tous les étages peuvent suivre l'accord de différentes fréquences, mais il est relativement facile de construire des oscillateurs accordables. Les récepteurs superhétérodynes accordent différentes fréquences en ajustant la fréquence de l'oscillateur local sur l'étage d'entrée, et tous les traitements ultérieurs sont effectués à la même fréquence fixe : la fréquence intermédiaire. Sans l'utilisation d'une fréquence intermédiaire, tous les filtres et détecteurs complexes d'une radio ou d'une télévision devraient être réglés à l'unisson chaque fois que la fréquence est modifiée, comme c'était nécessaire dans les premiers récepteurs à fréquence radio accordée (syntonisée) (en) (en anglais : Tuned radio frequency receiver ou TRF). Un avantage plus important est qu'il donne au récepteur une largeur de bande constante sur toute sa plage d'accord. La largeur de bande d'un filtre est proportionnelle à sa fréquence centrale. Dans les récepteurs comme le TRF, où le filtrage est effectué à la fréquence RF entrante, la largeur de bande augmente au fur et à mesure que le récepteur est accordé sur des fréquences plus élevées.
La principale raison d'utiliser une fréquence intermédiaire est d'améliorer la sélectivité. Dans les circuits de communication, une tâche très courante consiste à séparer, ou à extraire, les signaux ou les composants d'un signal qui sont proches en termes de fréquence. C'est ce qu'on appelle le filtrage. Quelques exemples : capter une station de radio parmi plusieurs stations proches en fréquence, ou extraire la sous-porteuse chrominance d'un signal de télévision. Avec toutes les techniques de filtrage connues, la largeur de bande du filtre augmente proportionnellement à la fréquence. Il est donc possible d'obtenir une largeur de bande plus étroite et une plus grande sélectivité en convertissant le signal à une fréquence intermédiaire plus basse et en effectuant le filtrage à cette fréquence. La radiodiffusion FM et la radiodiffusion télévisuelle, avec leurs canaux étroits, ainsi que les services de télécommunications plus modernes tels que les téléphones cellulaires et la télévision par câble, seraient impossibles sans l'utilisation de la conversion de fréquence.

## Utilisations
Les fréquences intermédiaires les plus couramment utilisées pour les récepteurs de radiodiffusion se situent autour de 455 kHz pour les récepteurs AM et 10,7 MHz pour les récepteurs FM. D'autres fréquences peuvent être utilisées dans des récepteurs spéciaux. Un récepteur à double conversion peut avoir deux fréquences intermédiaires, une plus élevée pour améliorer la réjection de l'image et une seconde, plus basse, pour la sélectivité souhaitée. Une première fréquence intermédiaire peut même être plus élevée que le signal d'entrée, de sorte que toutes les réponses indésirables puissent être facilement filtrées par un étage RF à accord fixe.
Dans un récepteur numérique, le convertisseur analogique-numérique (CAN) fonctionne à des taux d'échantillonnage faibles, de sorte que les radiofréquences d'entrée doivent être mélangées jusqu'à la fréquence intermédiaire pour être traitées. La fréquence intermédiaire a tendance à se situer dans une gamme de fréquences inférieure à la fréquence RF transmise. Toutefois, le choix de la fréquence intermédiaire dépend essentiellement des composants disponibles, tels que les mélangeurs, les filtres, les amplificateurs et autres, qui peuvent fonctionner à une fréquence plus basse. D'autres facteurs interviennent dans le choix de la fréquence intermédiaire, car une fréquence intermédiaire plus basse est sensible au bruit et une fréquence intermédiaire plus élevée peut provoquer des décalages d'horloge.
Les récepteurs modernes de télévision par satellite utilisent plusieurs fréquences intermédiaires. Les 500 chaînes de télévision d'un système typique sont transmises par le satellite aux abonnés dans la bande des micro-ondes Ku, dans deux sous-bandes de 10,7-11,7 et 11,7-12,75 GHz. Le signal descendant est reçu par une antenne parabolique. Dans le boîtier situé au centre de l'antenne, appelé tête universelle (en anglais : low noise block-converter ou LNB), chaque bloc de fréquences est converti dans la gamme FI de 950-2 150 MHz par deux oscillateurs locaux à fréquence fixe à 9,75 et 10,6 GHz. L'un des deux blocs est sélectionné par un signal de commande provenant du décodeur situé à l'intérieur, qui met en marche l'un des oscillateurs locaux. Cette fréquence intermédiaire est acheminée dans le bâtiment jusqu'au récepteur de télévision par un câble coaxial. Au niveau du décodeur du câblo-opérateur, le signal est converti en une FI inférieure de 480 MHz pour le filtrage, par un oscillateur à fréquence variable. Il est envoyé à travers un filtre passe-bande de 30 MHz, qui sélectionne le signal de l'un des transpondeurs du satellite, qui transporte plusieurs chaînes. Un traitement ultérieur permet de sélectionner le canal souhaité, de le démoduler et d'envoyer le signal à la télévision.

## Histoire
Le récepteur superhétérodyne   été inventé et breveté  par l'ingénieur français Lucien Lévy en 1916 pendant la première guerre mondiale.
Une fréquence intermédiaire a été également utilisée pour dans un récepteur radio superhétérodyne, inventé par le Major et scientifique américain Edwin Armstrong en 1918, toujours pendant la Première Guerre mondiale,. Membre du Signal Corps, Armstrong construisait des équipements de radiogoniométrie pour suivre les signaux militaires allemands aux fréquences alors très élevées de 500 à 3 500 kHz. Les amplificateurs à triode (en tube à vide) de l'époque n'amplifiaient pas de manière stable au-dessus de 500 kHz ; cependant, il était facile de les faire osciller au-dessus de cette fréquence. La solution d'Armstrong consistait à installer un tube oscillateur qui créerait une fréquence proche du signal entrant et la mélangerait avec le signal entrant dans un tube mélangeur, créant un hétérodyne ou un signal à la fréquence de différence inférieure où il pourrait être amplifié facilement. Par exemple, pour capter un signal à 1 500 kHz, l'oscillateur local doit être réglé sur 1 450 kHz. Le mélange des deux créait une fréquence intermédiaire de 50 kHz, ce qui était tout à fait dans les capacités des tubes. Le nom "superhétérodyne" était une contraction de "hétérodyne supersonique", pour le distinguer des récepteurs dans lesquels la fréquence hétérodyne était suffisamment basse pour être directement audible, et qui étaient utilisés pour recevoir des transmissions de code Morse en onde entretenue (en anglais : Continuous Wave ou CW) (pas de parole ni de musique).
Après la guerre, en 1920, Armstrong a vendu le brevet du superhétérodyne à Westinghouse Electric (1886), qui l'a ensuite vendu à RCA. La complexité accrue du circuit du récepteur superhétérodyne par rapport aux conceptions antérieures de récepteur à circuit à réaction ou de récepteur à fréquence radio accordée (en) a ralenti son utilisation, mais les avantages de la fréquence intermédiaire pour la sélectivité et la réjection des parasites ont fini par l'emporter ; en 1930, la plupart des radios vendues étaient des "superhétérodynes". Au cours du développement du radar pendant la Seconde Guerre mondiale, le principe du superhétérodyne était essentiel pour la conversion des très hautes fréquences radar en fréquences intermédiaires. Depuis lors, le circuit superhétérodyne, avec sa fréquence intermédiaire, est utilisé dans pratiquement tous les récepteurs radio.

## Exemples

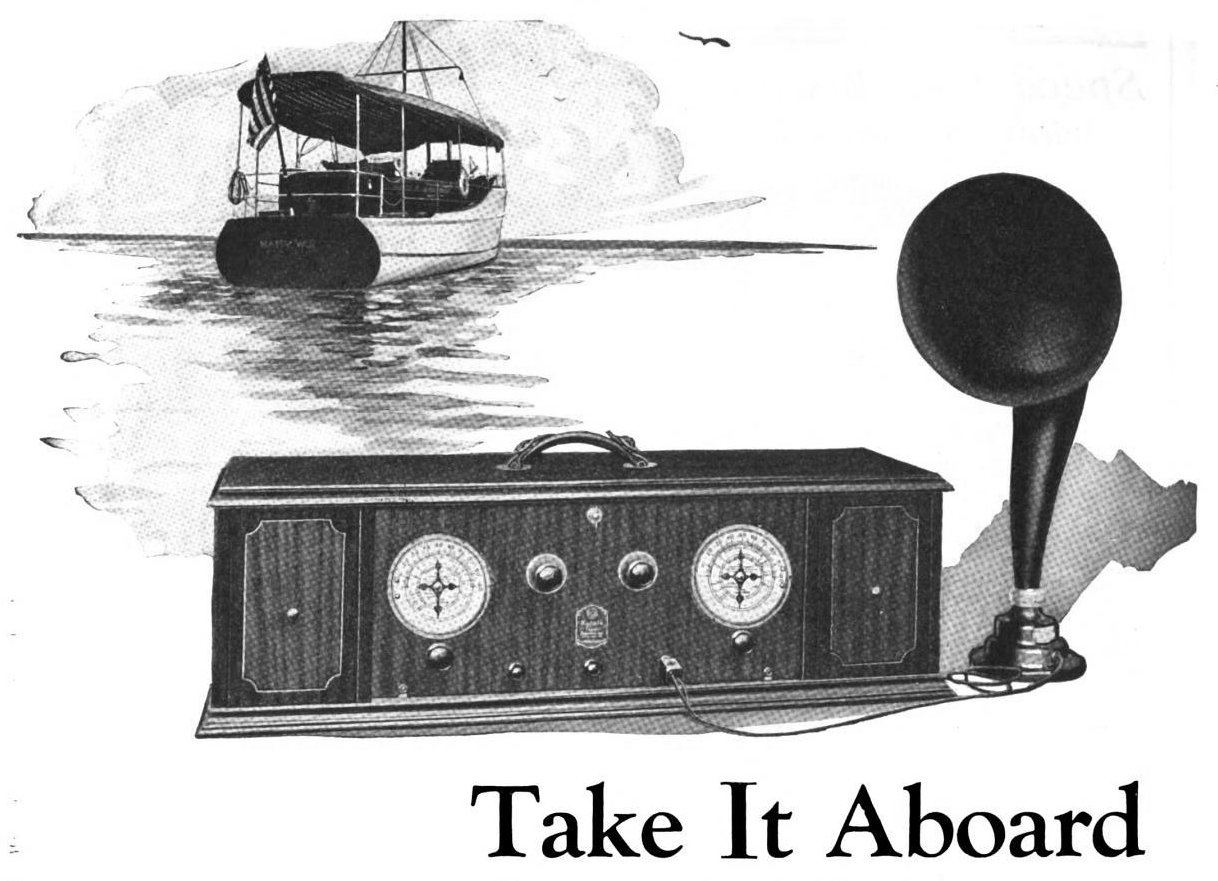
La radio RCA Radiola AR-812 utilisait 6 triodes : un mélangeur, un oscillateur local, deux étages d'amplificateur FI et deux étages d'amplificateur audio, avec une FI de 45 kHz.

- jusqu'à environ 20 kHz[citation nécessaire], 30 kHz (A. L. M. Sowerby et H. B. Dent)[10], 45 kHz (premier récepteur superhétérodyne commercial : RCA Radiola AR-812 de 1923/1924)[9], c. 50 kHz[10], c. 100 kHz[10], c. 120 kHz[10] ;
- 110 kHz a été utilisé dans les récepteurs de radiodiffusion AM ondes longues européens[1],[11] ;
- 175 kHz (premiers récepteurs large bande et de communication avant l'introduction des noyaux en fer pulvérisé)[1],[11],[10] ;
- 260 kHz (premiers récepteurs de radiodiffusion standard)[11], 250-270 kHz[1] ;
- Attributions de fréquences à Copenhague : 415–490 kHz, 510–525 kHz[11] ;
- Récepteurs radio AM : 450 kHz, 455 kHz (les plus courants)[11], 460 kHz, 465 kHz[10], 467 kHz, 470 kHz, 475 kHz, et 480 kHz[12] ;
- Récepteurs radio FM : 262 kHz (vieux autoradios)[8], 455 kHz, 1,6 MHz, 5,5 MHz, 10,7 MHz (les plus courants)[11], 10,8 MHz[13], 11,2 MHz, 11,7 MHz, 11,8 MHz, 13,45 MHz[14], 21,4 MHz, 75 MHz et 98 MHz. Dans les récepteurs superhétérodynes à double conversion, une première fréquence intermédiaire de 10,7 MHz est souvent utilisée, suivie d'une deuxième fréquence intermédiaire de 470 kHz (ou 700 kHz avec DYNAS (en)[15]). Des conceptions à triple conversion sont utilisées dans les récepteurs des scanners de police, les récepteurs de communication haut de gamme et de nombreux systèmes micro-ondes point à point. Les radios grand public modernes à puce DSP utilisent souvent un récepteur low-IF (en) de 128 kHz pour la FM ;
- Récepteurs FM à bande étroite : 455 kHz (FI la plus courante)[11],[16], 470 kHz[16] ;
- Récepteurs d'ondes courtes : 1,6 MHz[11], 1,6-3,0 MHz[1], 4,3 MHz (pour les récepteurs 40-50 MHz uniquement)[11]. Dans les récepteurs superhétérodynes à double conversion, une première fréquence intermédiaire de 3,0 MHz est parfois combinée à une seconde FI de 465 kHz[1] ;
- Récepteurs de télévision utilisant le système M : 41,25 MHz (audio) et 45,75 MHz (vidéo). Remarque : le canal est inversé au cours du processus de conversion dans un système inter-porteuse (en), de sorte que la fréquence intermédiaire audio est inférieure à la fréquence intermédiaire vidéo. Il n'y a pas non plus d'oscillateur local audio ; la porteuse vidéo injectée remplit cette fonction ;
- Récepteurs de télévision utilisant le système B et des systèmes similaires : 33,4 MHz pour le signal sonore et 38,9 MHz pour le signal visuel. (La discussion sur la conversion de fréquence est la même que pour le système M.) ;
- Équipement de liaison montante-liaison descendante par satellite : 70 MHz, 950-1 450 MHz (bande L) liaison descendante première FI ;
- Équipement terrestre à micro-ondes : 250 MHz, 70 MHz ou 75 MHz ;
- Radar : 30 MHz ;
- Équipement de test RF : 310,7 MHz, 160 MHz et 21,4 MHz.